# Basquetebol nos Jogos Pan-Americanos de 1987 - Masculino
O torneio de Basquetebol Masculino nos Jogos Pan-americanos de 1987 foi a 10ª edição do evento, que foi disputado de 9 a 23 de agosto, no Market Square Arena, na cidade de Indianápolis.
O Brasil venceu o torneio e conquistou sua segunda medalha de ouro na história do torneio de basquete do Pan. A competição ficou marcada pela derrota da seleção norte-americana na final, favorita ao título e jamais derrotada em solo americano até então.

## Primeira fase
|  | Equipes classificadas à fase final          |
|  | Equipes classificadas à disputa de 9º lugar |

Todas as partidas seguem o fuso horário local (UTC-5).

## Classificação final

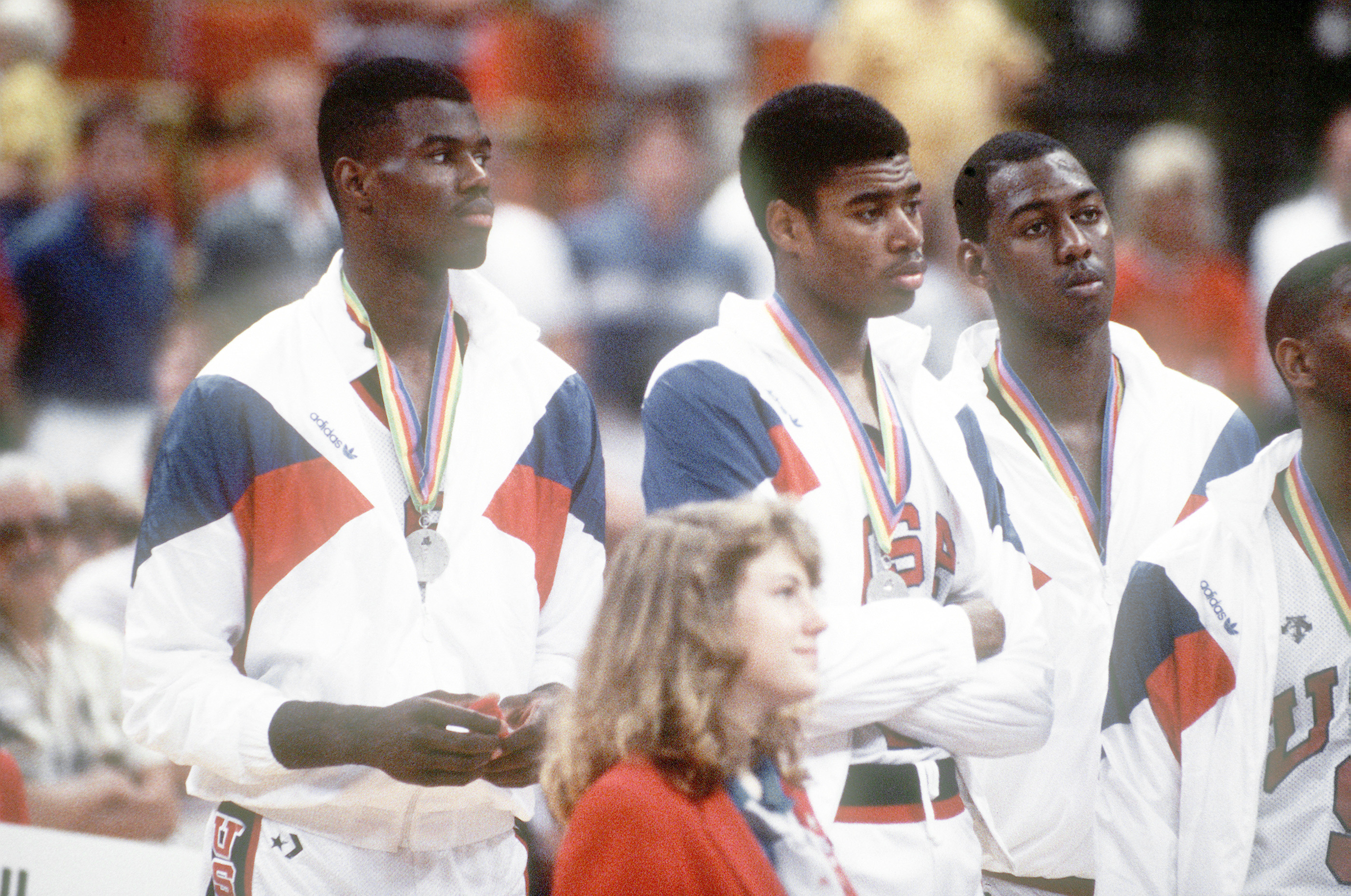
Seleção norte-americana recebendo a medalha de prata, com David Robinson em destaque, à esquerda.

### Grupo 1
| Equipe             | J | V | D | PF  | PC  | Dif  | Pts |
| ------------------ | - | - | - | --- | --- | ---- | --- |
| USA Estados Unidos | 4 | 4 | 0 | 390 | 268 | +122 | 8   |
| VEN Venezuela      | 4 | 3 | 1 | 321 | 343 | -22  | 7   |
| PAN Panamá         | 4 | 2 | 2 | 302 | 295 | +7   | 6   |
| MEX México         | 4 | 1 | 3 | 313 | 363 | -50  | 5   |
| ARG Argentina      | 4 | 0 | 4 | 276 | 333 | -57  | 4   |

| 9 de agosto | [Relatório] | Estados Unidos           | 91–63 | Panamá         |  | Market Square Arena, Indianápolis |  |
| 9 de agosto | [Relatório] | Placar por quarto: 44–33 |       |                |  | Market Square Arena, Indianápolis |  |
| 9 de agosto | [Relatório] | Pts: Manning 18          |       | Pts: Butler 15 |  | Market Square Arena, Indianápolis |  |

| 9 de agosto | [Relatório] | Venezuela                | 87–84 | México           |  | Market Square Arena, Indianápolis |  |
| 9 de agosto | [Relatório] | Placar por quarto: 44–44 |       |                  |  | Market Square Arena, Indianápolis |  |
| 9 de agosto | [Relatório] | Pts: Parisi 20           |       | Pts: Gallargo 21 |  | Market Square Arena, Indianápolis |  |

| 10 de agosto | [Relatório] | Estados Unidos                     | 85–58 | Argentina |  | Market Square Arena, Indianápolis |  |
| 10 de agosto | [Relatório] | Placar por quarto: ?-?             |       |           |  | Market Square Arena, Indianápolis |  |
| 10 de agosto | [Relatório] | Pts: Anderson, Chapman, Manning 11 |       |           |  | Market Square Arena, Indianápolis |  |

| 10 de agosto | [Relatório] | Panamá                   | 86–60 | México          |  | Market Square Arena, Indianápolis |  |
| 10 de agosto | [Relatório] | Placar por quarto: 52-43 |       |                 |  | Market Square Arena, Indianápolis |  |
| 10 de agosto | [Relatório] | Pts: Gálvez 25           |       | Pts: Ledesma 22 |  | Market Square Arena, Indianápolis |  |

| 11 de agosto 16:30 | [Relatório] | Venezuela                | 78–71 | Argentina      |  | Market Square Arena, Indianápolis Público: 1.092 |  |
| 11 de agosto 16:30 | [Relatório] | Placar por quarto: 41-39 |       |                |  | Market Square Arena, Indianápolis Público: 1.092 |  |
| 11 de agosto 16:30 | [Relatório] | Pts: Herrera 23          |       | Pts: Romano 23 |  | Market Square Arena, Indianápolis Público: 1.092 |  |

| 12 de agosto 22:30 | [Relatório] | Estados Unidos           | 105–73 | México          |  | Market Square Arena, Indianápolis Público: 7.031 |  |
| 12 de agosto 22:30 | [Relatório] | Placar por quarto: 49-34 |        |                 |  | Market Square Arena, Indianápolis Público: 7.031 |  |
| 12 de agosto 22:30 | [Relatório] | Pts: Chapman 18          |        | Pts: Ledesma 21 |  | Market Square Arena, Indianápolis Público: 7.031 |  |

| 13 de agosto 16:30 | [Relatório] | Panamá                   | 74–62 | Argentina             |  | Market Square Arena, Indianápolis Público: 555 |  |
| 13 de agosto 16:30 | [Relatório] | Placar por quarto: 28-27 |       |                       |  | Market Square Arena, Indianápolis Público: 555 |  |
| 13 de agosto 16:30 | [Relatório] | Pts: Gálvez 20           |       | Pts: Pérez, Romano 12 |  | Market Square Arena, Indianápolis Público: 555 |  |

| 13 de agosto 22:30 | [Relatório] | Estados Unidos            | 109–74 | Venezuela              |  | Market Square Arena, Indianápolis Público: 4.715 |  |
| 13 de agosto 22:30 | [Relatório] | Placar por quarto: 55-31  |        |                        |  | Market Square Arena, Indianápolis Público: 4.715 |  |
| 13 de agosto 22:30 | [Relatório] | Pts: Chapman, Robinson 17 |        | Pts: Acosta, Becker 18 |  | Market Square Arena, Indianápolis Público: 4.715 |  |

| 14 de agosto 16:30 | [Relatório] | México                   | 96–85 | Argentina      |  | Market Square Arena, Indianápolis Público: 1.810 |  |
| 14 de agosto 16:30 | [Relatório] | Placar por quarto: 47-45 |       |                |  | Market Square Arena, Indianápolis Público: 1.810 |  |
| 14 de agosto 16:30 | [Relatório] | Pts: Arroyos 23          |       | Pts: Romano 28 |  | Market Square Arena, Indianápolis Público: 1.810 |  |

| 14 de agosto 22:30 | [Relatório] | Venezuela              | 82–79 | Panamá         |  | Market Square Arena, Indianápolis |  |
| 14 de agosto 22:30 | [Relatório] | Placar por quarto: ?-? |       |                |  | Market Square Arena, Indianápolis |  |
| 14 de agosto 22:30 | [Relatório] | Pts: Olivares 26       |       | Pts: Frazer 22 |  | Market Square Arena, Indianápolis |  |

|  | Equipes classificadas à fase final          |
|  | Equipes classificadas à disputa de 9º lugar |

Todas as partidas seguem o fuso horário local (UTC-5).

### Grupo 2
| Equipe                       | J | V | D | PF  | PC  | Dif | Pts | Des |
| ---------------------------- | - | - | - | --- | --- | --- | --- | --- |
| CAN Canadá                   | 4 | 3 | 1 | 356 | 325 | +31 | 7   | +2  |
| PUR Porto Rico               | 4 | 3 | 1 | 370 | 336 | +34 | 7   | 0   |
| BRA Brasil                   | 4 | 3 | 1 | 402 | 367 | +35 | 7   | -2  |
| URU Uruguai                  | 4 | 1 | 3 | 297 | 356 | -59 | 5   |     |
| ISV Ilhas Virgens Americanas | 4 | 0 | 4 | 327 | 368 | -41 | 4   |     |

| 9 de agosto | [Relatório] | Canadá                   | 88–73 | Uruguai                |  | Market Square Arena, Indianápolis |  |
| 9 de agosto | [Relatório] | Placar por quarto: 42–26 |       |                        |  | Market Square Arena, Indianápolis |  |
| 9 de agosto | [Relatório] | Pts: Mungar, Triano 21   |       | Pts: Adolfo Medrick 19 |  | Market Square Arena, Indianápolis |  |

| 9 de agosto | [Relatório] | Porto Rico               | 100–79 | Ilhas Virgens dos Estados Unidos |  | Market Square Arena, Indianápolis |  |
| 9 de agosto | [Relatório] | Placar por quarto: 52–38 |        |                                  |  | Market Square Arena, Indianápolis |  |
| 9 de agosto | [Relatório] | Pts: Morales 29          |        | Pts: Charles 23                  |  | Market Square Arena, Indianápolis |  |

| 10 de agosto | [Relatório] | Canadá                   | 92–78 | Ilhas Virgens dos Estados Unidos |  | Market Square Arena, Indianápolis |  |
| 10 de agosto | [Relatório] | Placar por quarto: 44–42 |       |                                  |  | Market Square Arena, Indianápolis |  |
| 10 de agosto | [Relatório] | Pts: ?                   |       | Pts: ?                           |  | Market Square Arena, Indianápolis |  |

| 10 de agosto | [Relatório] | Brasil                   | 110–79 | Uruguai       |  | Market Square Arena, Indianápolis |  |
| 10 de agosto | [Relatório] | Placar por quarto: 54–46 |        |               |  | Market Square Arena, Indianápolis |  |
| 10 de agosto | [Relatório] | Pts: Oscar 33            |        | Pts: Núñes 24 |  | Market Square Arena, Indianápolis |  |

| 11 de agosto 22:30 | [Relatório] | Brasil                   | 100–79 | Porto Rico      |  | Market Square Arena, Indianápolis |  |
| 11 de agosto 22:30 | [Relatório] | Placar por quarto: 46–50 |        |                 |  | Market Square Arena, Indianápolis |  |
| 11 de agosto 22:30 | [Relatório] | Pts: Oscar 31            |        | Pts: Morales 27 |  | Market Square Arena, Indianápolis |  |

| 12 de agosto 16:30 | [Relatório] | Uruguai                  | 73–72 | Ilhas Virgens dos Estados Unidos |  | Market Square Arena, Indianápolis |  |
| 12 de agosto 16:30 | [Relatório] | Placar por quarto: 47–39 |       |                                  |  | Market Square Arena, Indianápolis |  |
| 12 de agosto 16:30 | [Relatório] | Pts: Pierri 24           |       | Pts: Charles 17                  |  | Market Square Arena, Indianápolis |  |

| 13 de agosto 16:30 | [Relatório] | Porto Rico                        | 86–85 | Canadá         | OT | Market Square Arena, Indianápolis |  |
| 13 de agosto 16:30 | [Relatório] | Placar por quarto: 34–31, OT: ?-? |       |                | OT | Market Square Arena, Indianápolis |  |
| 13 de agosto 16:30 | [Relatório] | Pts: Ortiz 30                     |       | Pts: Triano 28 | OT | Market Square Arena, Indianápolis |  |

| 14 de agosto 14:30 | [Relatório] | Brasil                   | 103–98 | Ilhas Virgens dos Estados Unidos |  | Market Square Arena, Indianápolis |  |
| 14 de agosto 14:30 | [Relatório] | Placar por quarto: 48–45 |        |                                  |  | Market Square Arena, Indianápolis |  |
| 14 de agosto 14:30 | [Relatório] | Pts: Oscar 23            |        | Pts: Newton 32                   |  | Market Square Arena, Indianápolis |  |

| 15 de agosto | [Relatório] | Canadá                 | 91–88 | Brasil         |  | Market Square Arena, Indianápolis |  |
| 15 de agosto | [Relatório] | Placar por quarto: ?-? |       |                |  | Market Square Arena, Indianápolis |  |
| 15 de agosto | [Relatório] | Pts: Hatch 20          |       | Pts: Marcel 37 |  | Market Square Arena, Indianápolis |  |

| 15 de agosto | [Relatório] | Porto Rico             | 85–72 | Uruguai        |  | Market Square Arena, Indianápolis |  |
| 15 de agosto | [Relatório] | Placar por quarto: ?-? |       |                |  | Market Square Arena, Indianápolis |  |
| 15 de agosto | [Relatório] | Pts: Ortiz 18          |       | Pts: Pierri 22 |  | Market Square Arena, Indianápolis |  |

### Disputa pelo 9º lugar
| 16 de agosto | [Relatório] | Argentina                | 101–90 | Ilhas Virgens dos Estados Unidos |  | Market Square Arena, Indianápolis Público: 1.559 |  |
| 16 de agosto | [Relatório] | Placar por quarto: 48-37 |        |                                  |  | Market Square Arena, Indianápolis Público: 1.559 |  |
| 16 de agosto | [Relatório] | Pts: Romano 26           |        | Pts: Brown 22                    |  | Market Square Arena, Indianápolis Público: 1.559 |  |

## Fase Final
|  | Quartas de final | Quartas de final |                |        | Semifinais     | Semifinais     |  |  | Final | Final |
|  |                  |                  |                |        |                |                |  |  |       |       |
|  | 1º G1 x 4º G2    |                  |                |        |                |                |  |  |       |       |
|  |                  |                  |                |        |                |                |  |  |       |       |
|  | Estados Unidos   | 105              |                |        |                |                |  |  |       |       |
|  | Estados Unidos   | 105              |                |        |                |                |  |  |       |       |
|  | Uruguai          | 81               |                |        |                |                |  |  |       |       |
|  | Uruguai          | 81               | Estados Unidos | 80     |                |                |  |  |       |       |
|  | 2º G2 x 3º G1    |                  | Estados Unidos | 80     |                |                |  |  |       |       |
|  |                  | Porto Rico       | 75             |        |                |                |  |  |       |       |
|  | Porto Rico       | Porto Rico       | 75             | 78     |                |                |  |  |       |       |
|  | Porto Rico       |                  |                | 78     |                |                |  |  |       |       |
|  | Panamá           | 77               |                |        |                |                |  |  |       |       |
|  | Panamá           | 77               | Estados Unidos | 115    |                |                |  |  |       |       |
|  | 1º G2 x 4º G1    |                  | Estados Unidos | 115    |                |                |  |  |       |       |
|  |                  | Brasil           | 120            |        |                |                |  |  |       |       |
|  | Canadá           | Brasil           | 120            | 101    |                |                |  |  |       |       |
|  | Canadá           |                  |                | 101    |                |                |  |  |       |       |
|  | México           | 110              |                |        |                |                |  |  |       |       |
|  | México           | 110              | México         | 116    | Terceiro lugar | Terceiro lugar |  |  |       |       |
|  | 2º G1 x 3º G2    |                  | México         | 116    | Terceiro lugar | Terceiro lugar |  |  |       |       |
|  |                  | Brasil           | 137            |        |                |                |  |  |       |       |
|  | Venezuela        | Brasil           | 137            | 84     | Porto Rico     | 102            |  |  |       |       |
|  | Venezuela        |                  |                | 84     | Porto Rico     | 102            |  |  |       |       |
|  | Brasil           | 131              |                | México | 100            |                |  |  |       |       |
|  | Brasil           | 131              |                |        | 100            |                |  |  |       |       |
|  |                  |                  |                |        |                |                |  |  |       |       |
|  |                  |                  |                |        |                |                |  |  |       |       |

### Final
| 23 de agosto de 1987 | EUA       | 115 - 120               | BRA       | Market Square Arena Público: 16 408 espectadores |
| 23 de agosto de 1987 | 68 47 115 | 1o Tempo 2o Tempo FINAL | 54 66 120 | Market Square Arena Público: 16 408 espectadores |